# Gränsen mellan Finland och Sverige

Så här ser skyltarna ut som markerar Sverige vid gränsen

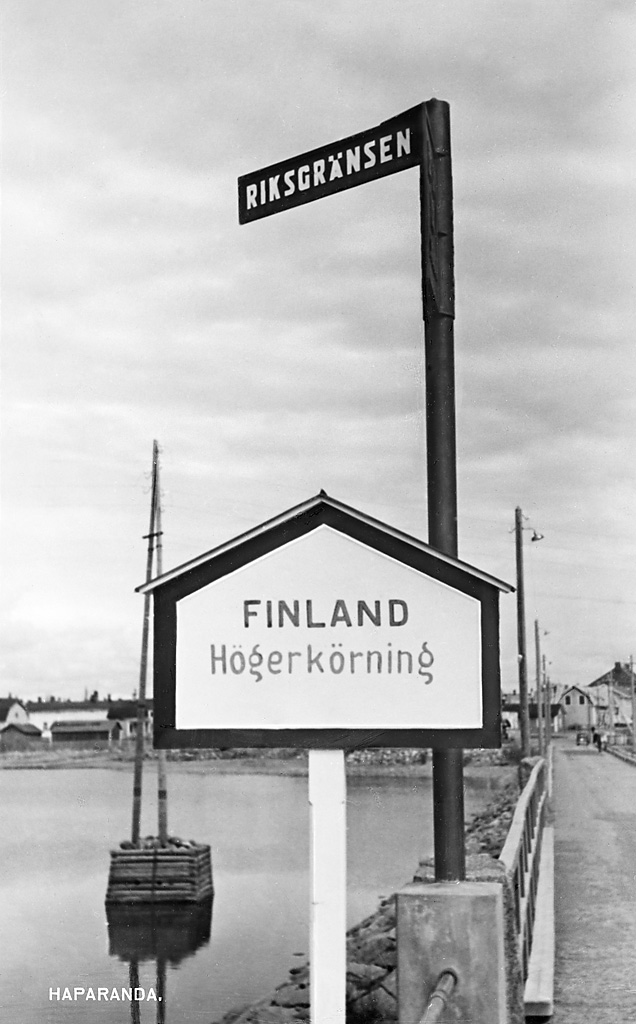
Gränsen mellan Finland och Sverige på 1960-talet innan högertrafikomläggningen i Sverige.

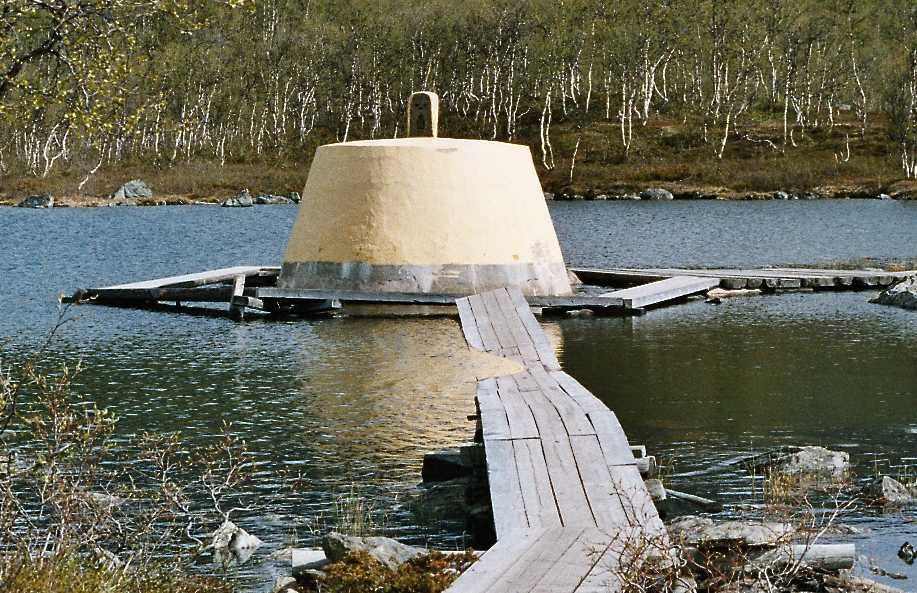
Treriksröset vid sjön Koltajaure.

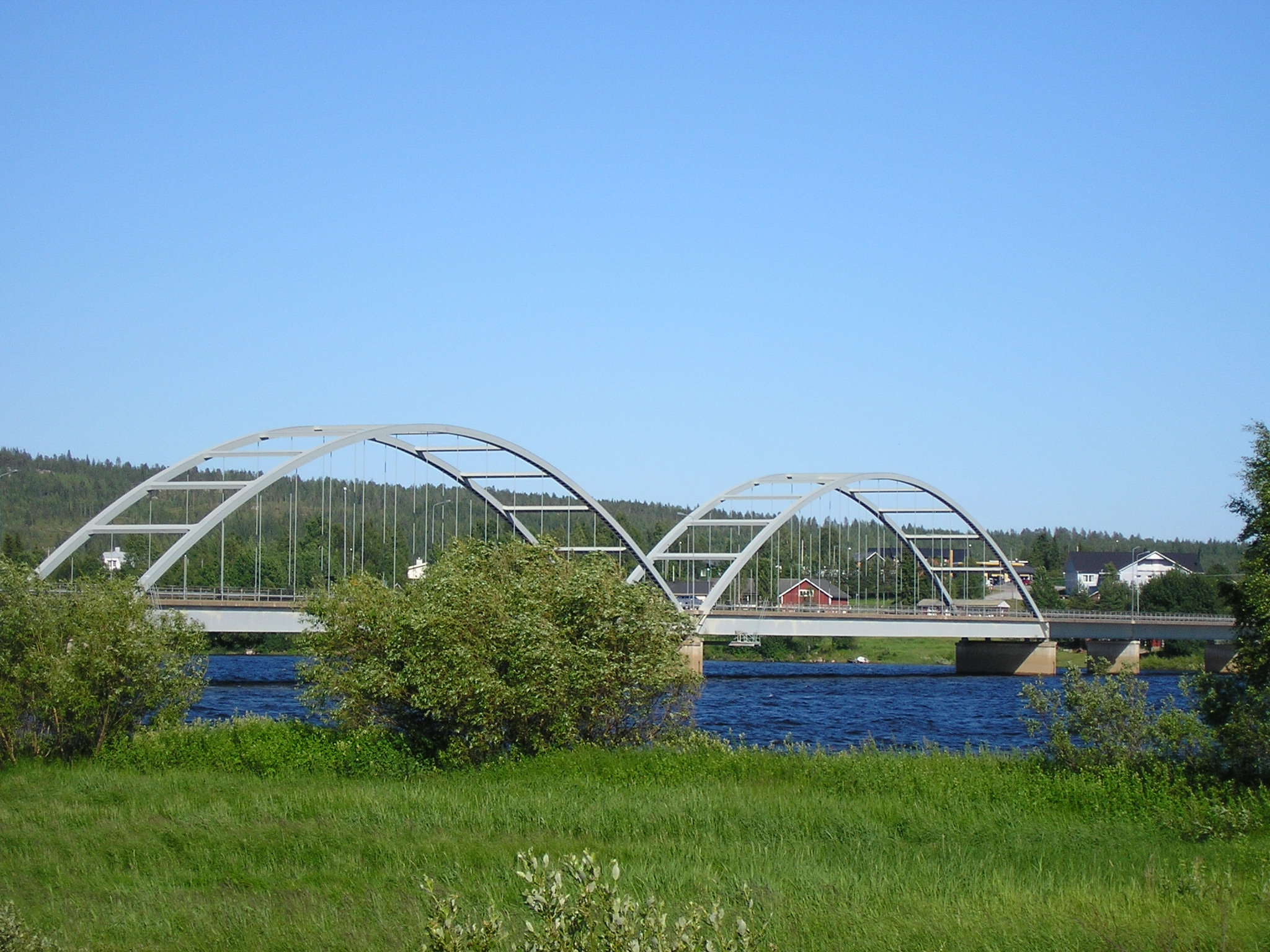
Aavasaksabron över Torne älv.

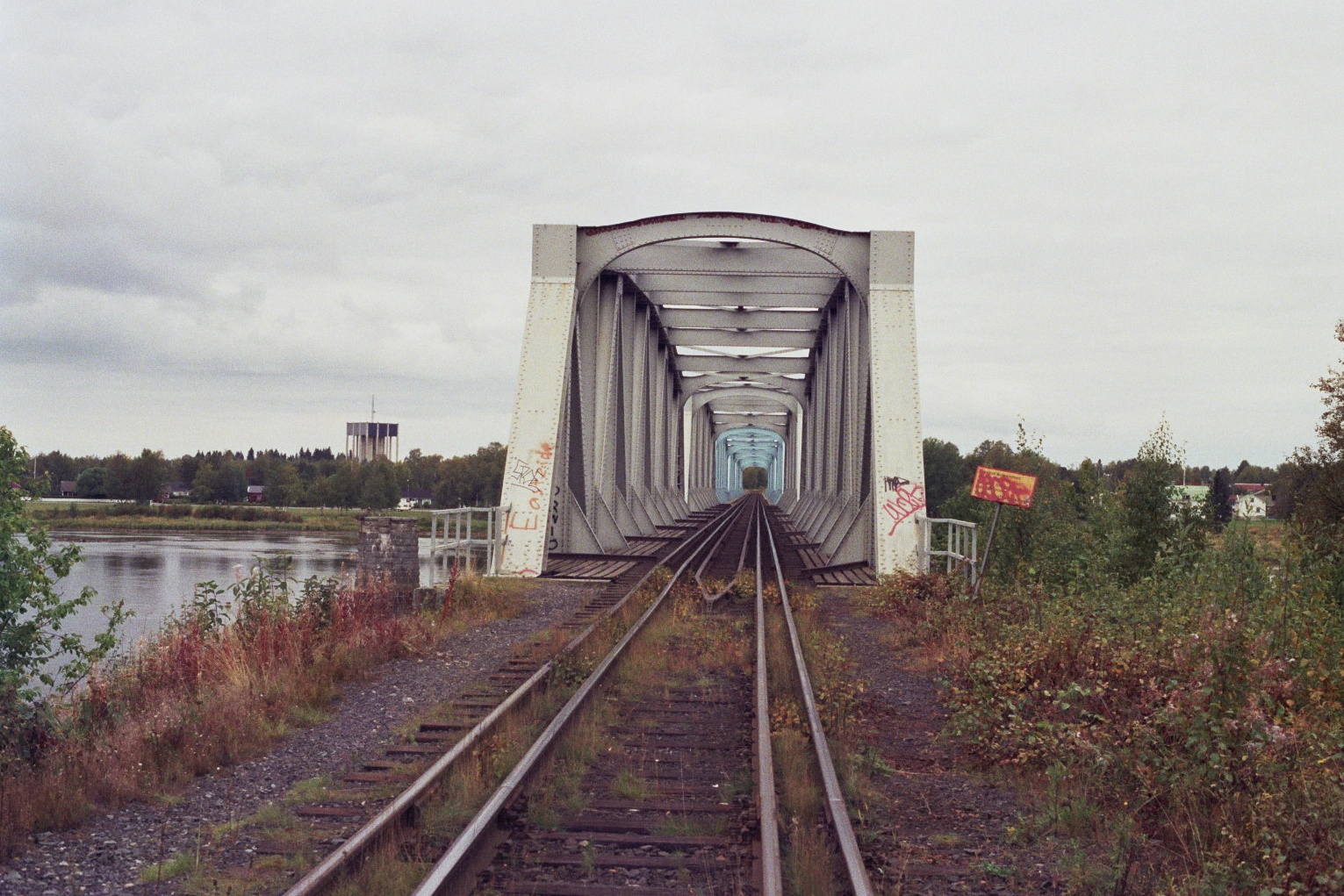
Järnvägsbron över Torne älv.

Ön Märket i Södra Kvarken.

Gränsen mellan Finland och Sverige är en 555 kilometer lång statsgräns mellan Sverige och Finland. Den följer i huvudsak älvarna Könkämä älv, Muonioälven och Torne älv, mellan Bottenhavet och Treriksröset. Den går bara några få kilometer på land. Gränsen fastställdes i ett fredsavtal mellan Sverige och Ryssland 1809.
Gränsen följer som princip älvarnas djupaste fåror. Gränsen går dock på land mellan Haparanda och Torneå, samt över öarna Kataja (nära Haparanda) och Märket (nära Åland). Treriksröset ligger i en sjö och gränsen går i vattendrag ända till Haparanda. I älven finns några öar kallade "suveränitetsholmar". De ligger i ena landet men hyrs och brukas av jordbrukare i det andra landet. Det är en kvarleva från 1809 då gränsen drogs i älven fastän många byar ägde marker på båda sidor.
Gränsen går i den djupaste fåran och kan flyttas i samband med gränsöversyner var 25:e år, den första gången 1810. En översyn gjordes 1887 då man kom fram till att en ny bäck skapats nära gränsen mot Norge, vilket gjorde att själva Treriksröset som till dess låg vid Kuokimmuodka inte stämde. Detta bekräftades vid nästa översyn 25 år senare, och sedan byggdes 1926 det nuvarande Treriksröset i sjön. Den senaste översynen skedde 2006, med fastställande i riksdagarna 2010, och medförde inte flytt av något landområde eller ö, endast några flyttanden av gränsen i älven. Den föregående översynen 1980 med fastställande 1984 medförde flytt av fem öar från Pajala kommun i Sverige till Finland och två i Övertorneå kommun i Finland till Sverige. Dessutom gjordes då en ändring av landgränsen på ön Märket.

## Riksrösen
Längs större delen av gränsen Finland-Sverige finns inga riksrösen. Det beror på att gränsen går mitt i älven. Det finns dock några rösen: Treriksröset och tre till i närheten, samt 30 rösen nära Haparanda och 11 på Märket. De består till mestadels av röda stolpar i betongfundament.

## Gränspassager
| Bild | Svenskt vägnamn        | Finskt vägnamn         | Typ av passage | Kännetecken                          | Tullhus | Position                                         |
| ---- | ---------------------- | ---------------------- | -------------- | ------------------------------------ | ------- | ------------------------------------------------ |
|      | E45                    | E45/Regionalväg 959    | Väg            | Bro                                  | Ja      | 68°26′34″N 22°28′38″Ö / 68.442864°N 22.477194°Ö  |
|      | Länsväg 404            | Regionalväg 954        | Väg            | Bro                                  | Ja      | 67°56′23″N 23°39′48″Ö / 67.939835°N 23.663321°Ö  |
|      | Länsväg 403            | Regionalväg 943        | Väg            | Bro                                  | Ja      | 67°18′42″N 23°44′41″Ö / 67.311617°N 23.744859°Ö  |
|      | Länsväg 402            | Regionalväg 937        | Väg            | Bro                                  | Ja      | 66°48′05″N 23°59′07″Ö / 66.801476°N 23.985240°Ö  |
|      | Riksväg 98             | Stamväg 98             | Väg            | Bro                                  | Ja      | 66°22′45″N 23°41′09″Ö / 66.379176°N 23.685874°Ö  |
|      | Länsväg BD 733         | Näräntie               | Väg            |                                      | Ja      | 65°51′32″N 24°07′37″Ö / 65.859026°N 24.126920°Ö  |
|      | Krannigatan            | Krannikatu             | Väg            |                                      | Nej     | 65°50′40″N 24°08′24″Ö / 65.8443729°N 24.139891°Ö |
|      | E4                     | E4/Riksväg 29          | Väg            |                                      | Ja      | 65°50′28″N 24°08′39″Ö / 65.841087°N 24.144246°Ö  |
|      | Torneå–Haparanda-banan | Torneå–Haparanda-banan | Järnväg        | Bro, dubbel spårvidd, inga persontåg | -       | 65°49′40″N 24°09′02″Ö / 65.827863°N 24.150668°Ö  |

Den enda bemannade tullstationen finns i Haparanda. Övriga är nedlagda. Eftersom båda länderna är med i EU får de flesta varor fritt föras över gränsen, åtminstone för privatpersoner.

## Tätorter
Eftersom gränsen drogs i älven som var förbindelseled i bygden, delades vissa tätorter i två delar, bland andra Karesuando, Kuttainen, Pello, Övertorneå (Övertorneå kyrkoby i Finland och Övertorneå i Sverige), Juoksengi och Torneå.